# Stary Nakwasin
Stary Nakwasin – wieś w Polsce położona w województwie wielkopolskim, w powiecie kaliskim, w gminie Koźminek.
Według Słownika Geograficznego Królestwa Polskiego wieś Nakwasin liczyła ok. 1890 roku 285 mieszkańców. 
W latach 1975–1998 miejscowość administracyjnie należała do województwa kaliskiego.